# Biseridens
Biseridens es un género extinto de sinápsido descrito a partir de un cráneo fragmentario descubierto en Gansu, China en 1997. Inicialmente se le clasificó como un eotitanosuquio, pero un a raíz del hallazgo de un espécimen mejor conservado, IVPP V 16013, hallado en la formación Xidagou del Pérmico Medio en China, lo identificó como un anomodonto. Los análisis lo ubican como el más basal de los anomodontos y su presencia junto al terápsido más basal (Raranimus), anteosaúridos dinocéfalos, y temnospóndilos como bolosaurios y disorófidos, sugiere que los terápsidos más antiguos existieron en China.